# Jeux de rôles (film)
Pour plus de détails, voir Fiche technique et Distribution.
Jeux de rôles (Rubbeldiekatz) est une comédie romantique allemande réalisée par Detlev Buck sur une idée d'Anika Decker. Ayant dépassé les deux millions d'entrées au cinéma allemand à sa sortie nationale fin 2011, le film a eu très peu de publicité en dehors des pays germanophones. Il aborde les thèmes du travestissement et du film dans un film, en l'occurrence un film sur les nazis tourné en Allemagne par un réalisateur américain. Plusieurs critiques ont comparé Jeux de rôles au film américain Tootsie,.

## Synopsis
Le jeune acteur Alexander Honk se déguise en femme pour les besoins de la pièce de théâtre La Marraine de Charley dans lequel il joue le rôle principal, mais son frère et agent Jürgen voudrait le voir jouer au cinéma, dans des projets plus prestigieux et lucratifs. Il lui trouve un petit rôle dans un film américain sur les nazis qui se tourne aux studios Babelsberg. Mais les producteurs du film en question lui donne un rôle de femme et croit réellement qu'il en est une, se basant sur le style de son site web dont son frère Basti Honk est le webmestre et son rôle dans la pièce. Alexander décide alors de faire ses essais en cachant son identité sexuelle et en assumant son travestissement dans le film comme dans la vie et devient Alexandra. Il obtient le rôle.
Alors qu'Alexander et ses frères font un barbecue au Tiergarten pour fêter son embauche, ce dernier rencontre par hasard une jeune femme qui lui paraît familière. Elle lui propose de revenir chez elle pour une aventure d'un soir. Il décide de la suivre sans prévenir ses frères. Le lendemain, alors qu'il arrive en tant qu'Alexandra sur le tournage du film, il s'aperçoit que la jeune fille de la veille est la grande star Sarah Voss, et qu'elle joue le rôle principal du film. Sarah ne reconnaît pas Alexander dans son déguisement féminin, mais apprécie la jeune femme et négocie avec le réalisateur pour qu'Alexandra obtienne un rôle de premier plan, avec lequel son personnage a une attirance lesbienne.

## Fiche technique
- Titre original : Rubbeldiekatz
- Titre français : Jeux de rôles
- Réalisation : Detlev Buck
- Scénario : Anika Decker, Detlev Buck
- Décors : Tom Hecker
- Costumes : Guido Maria Kretschmer
- Photographie : Marc Achenbach
- Montage : Dirk Grau
- Musique : Enis Rotthoff
- Casting : Simone Bär
- Producteurs : Henning Ferber, Marcus Welke
- Coproducteurs : Claus Boje, Detlev Buck
- Producteurs exécutifs : Andrea Willson, Sebastian Zühr
- Sociétés de production : Film1, Universal Pictures International, Boje Buck Produktion
- Société de distribution : Universal Pictures International
- Format : 35 mm - 1.85:1 - couleur
- Pays de production :  Allemagne
- Langue originale : allemand
- Genre : Comédie romantique
- Durée : 113 minutes
- Budget : 5 millions d'euros
- Dates de sortie[3] :
  - Berlin : 30 novembre 2011
  - Allemagne : 15 décembre 2011
  - Autriche : 16 décembre 2011
  - Suisse : 22 décembre 2013 (région germanophone)

## Distribution
- Matthias Schweighöfer : Alexander Honk / Alexandra Honk
- Alexandra Maria Lara : Sarah Voss
- Detlev Buck : Jürgen Honk
- Maximilian Brückner : Basti Honk
- Denis Moschitto : Jan
- Max von Thun : Thomas
- Max Giermann : Jörg
- Sunnyi Melles : Annegret
- Susanne Bormann : Maike
- Milan Peschel (en) : le costumier
- Joachim Meyerhoff : John, le réalisateur
- Katharina Marie Schubert : Anne, l'assistante du réalisateur
- Palina Rojinski : Jasmina Voss
- Sam Riley : le voiturier

## Tournage
Le tournage s'est déroulé du 3 janvier au 28 février 2011 à Sankt Peter-Ording, à Hambourg, aux studios Babelsberg de Potsdam et à Berlin (au Tiergarten, à l'O2 World, au RAW Tempel, et à l'hôtel Adlon). D'autres scènes ont été tournées pendant le show du costumier Guido Maria Kretschmers pendant la Fashion Week de Berlin.